# Giuffria (album)
Giuffria è il primo album dei Giuffria, pubblicato nel 1984 dall'etichetta discografica MCA Records.

## Tracce
1. Do Me Right (Eisley, Eisley, Giuffria) 4:12
2. Call to the Heart (Eisley, Giuffria) 4:37
3. Don't Tear Me Down (Eisley, Eisley, Giuffria, Goldy) 4:54
4. Dance (Eisley, Eisley, Giuffria, Goldy) 4:08
5. Lonely in Love (Eisley, Giuffria) 4:53
6. Trouble Again (Eisley, Giuffria) 5:24
7. Turn Me On (Eisley, Eisley, Giuffria, Goldy) 4:25
8. Line of Fire (Eisley, Giuffria) 4:56
9. The Awakening (Eisley, Giuffria) 2:34
10. Out of the Blue (Too Far Gone) (Eisley, Eisley, Giuffria) 5:32

## Formazione
- David Glen Eisley - voce
- Craig Goldy - chitarra
- Gregg Giuffria - tastiere, voce
- Chuck Wright - basso
- Alan Krigger - batteria